# Peter Lieberson
Peter Lieberson (Nueva York, 25 de octubre de 1946, New York – Tel Aviv, 23 de abril de 2011) fue un compositor estadounidense.

## Biografía
Hijo de la bailarina y coreógrafa Vera Zorina y Goddard Lieberson, presidente de Columbia Records. 
Estudió composición con Milton Babbitt, Charles Wuorinen, Donald Martino y en Universidad de Columbia. En 1976 se mudó a Boulder (Colorado), a perfeccionar sus estudios sobre budismo. Se casó con Ellen Kearney, una discípula de Chogyam Trungpa, con quien tuvo tres hijas Ambos eran instructores de Shambala.
Se graduó en Brandeis University y enseñó en la Universidad de Harvard. A partir de 1994 sólo se dedicó a la composición; en 1997 estrenó su ópera "El sueño de Ashoka" en la Santa Fe Opera donde conoció a la soprano Lorraine Hunt. Se casaron en 1999, el compuso las Canciones de Rainer Maria Rilke para ella y luego las Neruda Songs. En 2007, Lorraine Hunt Lieberson murió de cáncer de mama
En 2007 ganó el Grawemeyer Award por las canciones de Neruda  También compuso Songs of Love and Sorrow en tributo a la cantante y a sus tres hijas del primer matrimonio
Fue diagnosticado con cáncer y murió por complicaciones de linfoma. Se había casado en terceras nupcias con Rinchen Lhamo y vivía desde 1997 en Santa Fe, Nuevo México

### Operas
- Ashoka's Dream (1997)[8]

### Obras orquestales
- Drala (1986)
- The Gesar Legend (1988)
- World’s Turning (1991)
- The Five Great Elements (1995)
- Processional (1995)
- Ah (2002)

### Obras para voz
- Three Songs for soprano and chamber ensemble (1981)
- King Gesar for narrator and chamber ensemble (1991)
- C'mon Pigs of Western Civilization Eat More Grease for baritone and piano (2001)
- Forgiveness for baritone and cello (2001)
- Rilke Songs for mezzo-soprano and piano (2001)
- Neruda Songs for mezzo-soprano and orchestra (2005)
- The Coming of Light for baritone, oboe and string quartet (2009)
- Remembering JFK (An American Elegy) for narrator and orchestra (2010)
- Songs of Love and Sorrow for baritone and orchestra (2010)
- The World in Flower for mezzo-soprano, baritone, chorus and orchestra (2007)